# 白沙瓦边疆区

联邦直辖部落地区

白沙瓦边疆区（Frontier Region Peshawar），是巴基斯坦联邦直辖部落地区的一个边疆区。该边疆区以相邻的白沙瓦县命名。白沙瓦边疆区北邻白沙瓦县，东邻瑙谢拉县，南邻科哈特县。